# ورای تخت جراحی
ورای تخت جراحی (لهستانی: Daleko od noszy) یک مجموعهٔ تلویزیونی کمدی موقعیت لهستانی است که در سال ۲۰۰۳ منتشر شد.

## گزیدهٔ بازیگران

### اصلی
- کشیشتف کوالفسکی[۳]
- هانا اشلشینسکا
- پاوئو واوژتسکی
- پیوتر گونسافکی
- آنا پژیبیلسکا
- آگنیشکا سوخورا
- کشیشتف تینیتس
- ماگدالنا مازور
- الکساندرا وژنیاک
- ویولتا کوواکوفسکا

### فرعی و میهمان
- آنتا زایونتس
- آنا گورنوستای
- پاوئو توخولسکی
- گژگوش ونس
- اوا ژنتک
- کریستینا شنکیه‌ویچ
- هنریک گوونبیفسکی
- دانیل اولبریخسکی
- ماگدالنا کاتسپشاک
- مارتینا کلیشفسکا
- رافائو شیشیتسکی
- زبیگنیف لِـشِنی
- یاتسک کاوُتسکی
- ماوگوژاتا اوستروفسکا-کرولیکوفسکا
- آندژی نیمیرسکی
- آندژی پیچنسکی
- پائولا مارچینیاک
- میخاو برایتن‌والد
- روبرت وابیخ
- پاتریتسیا کازادی
- یاتسک دوماینسکی
- ماریان گلینکا
- یاتسک براچیاک
- ماگدالنا استوژینسکا-براوئر
- داریوش کوردِک
- استانیسواف باناشوک
- تادئوش رُس
- میروسواف زبرویویچ
- ویکتور زبوروفسکی
- کاتاژینا چیخوپک
- یوآنا لیشوفسکا
- گراژینا ولشچاک
- کاتاژینا اسکژینتسکا
- پشمیسواف ساله‌تا
- میخاو ویشنیفسکی
- ریشارد رینکوفسکی
- پیوتر فرونچوسکی
- ورونیکا روساتی
- یژی موس
- ماریوش پوجانوفسکی
- ماریا کِـلِـیدیش
- کاتاژینا پاسکودا
- یان یانکوفسکی
- مارچین هیکنار
- آرکادیوش یانیچک